# Photo de famille (film)
Pour les articles homonymes, voir Photo de famille.
Pour plus de détails, voir Fiche technique et Distribution.
Photo de famille est un film français réalisé par Cécilia Rouaud, sorti en 2018.

## Synopsis
Gabrielle (Vanessa Paradis), Elsa (Camille Cottin) et Mao (Pierre Deladonchamps) sont frères et sœurs, mais ne se côtoient pas. Surtout pas.
La première est « statue » pour touristes, au grand dam de son fils ado. Elsa, elle, est en colère contre la terre entière et désespère de tomber enceinte. Et Mao, game designer de génie chroniquement dépressif, noie sa mélancolie dans l’alcool et la psychanalyse.
Quant à leurs parents, Pierre (Jean-Pierre Bacri) et Claudine (Chantal Lauby), séparés de longue date, ils n’ont jamais rien fait pour resserrer les liens de la famille.
Pourtant, au moment de l’enterrement du grand-père, ils vont devoir se réunir, et répondre, ensemble, à la question qui fâche : « Que faire de Mamie ? »

## Fiche technique
- Titre : Photo de famille
- Réalisation : Cécilia Rouaud
- Scénario : Cécilia Rouaud
- Production : Stan Collet et Frank Mettre, Philippe Rousselet et Éric Jehelmann
- Sociétés de production : Firelight, Jerico
- SOFICA : Cinémage 12
- Société de distribution : SND
- Musique : LoW Entertainment
- Pays d’origine : France
- Langue originale : français
- Format : couleur
- Genre : comédie
- Durée : 98 minutes
- Dates de sortie : 
  - France : 5 septembre 2018
  - Belgique : 5 septembre 2018

## Distribution
- Vanessa Paradis : Gabrielle, fille de Pierre et Claudine
- Camille Cottin : Elsa, fille de Pierre et Claudine
- Pierre Deladonchamps : Mao, fils de Pierre et Claudine
- Jean-Pierre Bacri : Pierre
- Chantal Lauby : Claudine, ex-femme de Pierre
- Laurent Capelluto : Tom
- Marc Ruchmann : Stéphane
- Claudette Walker : Mamie
- Jean Aviat : Solal
- Émilie Cazenave : Sandrine
- Guilaine Londez : Françoise, la psy de Mao
- Sandra Nkaké : Dominique
- Rio Vega : Kevin
- Sadio Niakaté : Moussa
- Bérangère McNeese : Clara
- Mélissa Theuriau : Candy
- Grégoire Oestermann : le policier

## Remarques
- Le film devait à l'origine s'appeler Big Bang[1].
- C'est le dernier film de Jean-Pierre Bacri, mort en janvier 2021.